# قائمة المدن المصرية الكبرى في عهد الحملة الفرنسية على مصر

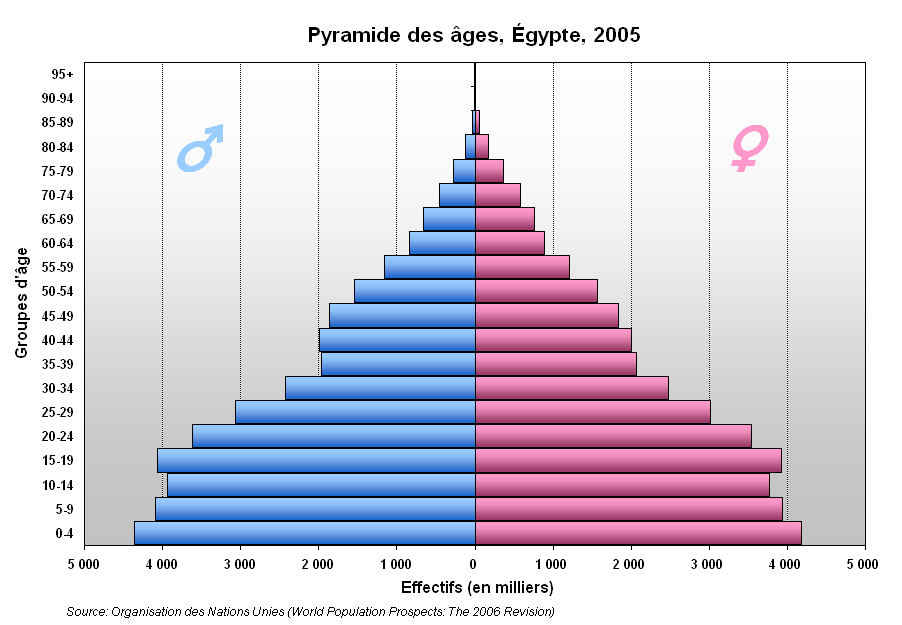
هرم السكان في مصرـ الأزرق يبين الذكور والوردي الإناث

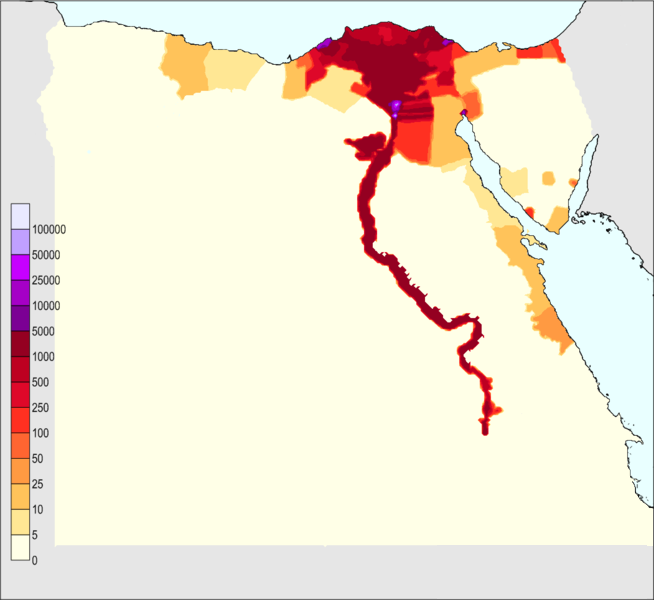
الكثافة السكانية

مصر هي البلد الأكثر سكانا في العالم العربي وثالث أكثر الدول اكتظاظا بالسكان في أفريقيا (بعد نيجيريا و إثيوبيا). حوالي 95 ٪ من سكان البلاد البالغ عددهم 97 مليون نسمة (عام 2017) يعيشون على ضفاف النيل وعلى طول قناة السويس. هذه المناطق هي من بين أكثر مناطق العالم اكتظاظا بالسكان، وتحتوي في المتوسط على حوالي 1,540 شخص لكل كم2 مقارنة بمعدل 96 نسمة لكل كم2 وهو المعدل لمصر ككل.
قائمة المدن المصرية الكبري في عهد الحملة الفرنسية علي مصر هي قائمة توضيح للمدن الكبري في مصر في عهد الحملة الفرنسية علي مصر والشام بين عامي (1798-1801)  
| الترتيب | المدينة       | عدد السكان (بالاف نسمة) |
| ------- | ------------- | ----------------------- |
| 1       | القاهرة       | 260                     |
| 2       | دمياط         | 20                      |
| 3       | المحلة الكبري | 17                      |
| 4       | رشيد          | 15                      |
| 5       | اسيوط         | 12                      |
| 6       | طنطا          | 10.5                    |
| 7       | الاسكندرية    | 8                       |
| 8       | المنصورة      | 7.5                     |
| 9       | ملوي          | 7                       |
| 10      | جرجا          | 7                       |
| 11      | منوف          | 5                       |
| 12      | بني سويف      | 5                       |
| 13      | الفيوم        | 5                       |
| 14      | قنا           | 5                       |
| 15      | المنيا        | 4.75                    |
| 16      | قليوب         | 4.5                     |
| 17      | اطفيح         | 4                       |
| 18      | الجيزة        | 3                       |
| 19      | بلبيس         | 3                       |

## وصلات خارجية
- السكان في مصر، المؤتمر القومي للسكان